# I libri di Luca
I libri di Luca (in originale Libri di Luca) è il primo romanzo dello scrittore danese Mikkel Birkegaard, che si è imposto in Danimarca come caso editoriale del 2007. In Italia è pubblicato da Longanesi.

## Trama
Nel cuore di Copenaghen, c'è una libreria antiquaria con un curioso nome italiano: I libri di Luca. Quando il proprietario, Luca Campelli, muore di morte improvvisa e violenta, il negozio passa al figlio Jon, un promettente avvocato che da anni non aveva più contatti col padre. Nello scantinato della libreria, dopo il funerale, Jon apprende dal vecchio commesso Iversen un segreto: Luca era stato a capo di una Società Bibliofila e dei cosiddetti Lectores, persone dotate del particolare potere di influenzare gli altri mediante la lettura.

## Altre edizioni
Il libro è conosciuto in lingua inglese con il titolo The Library of Shadows.